# 대한민국 제20대 국회의원 선거 국민의당 후보 목록
대한민국 제20대 국회의원 선거 국민의당 후보 선출은 대한민국 제20대 국회의원 선거 후보 등록 마감일인 2016년 3월 25일 결과가 발표되었다. 현역 의원 21명중 5명이 교체되면서 국민의당의 현역의원 교체율은 23.8%에 달하는 것으로 나타났다.